# Johann Nepomuk Meichsner
Johann Nepomuk Michael von Meichsner (* 17. September 1737 in Feldkirch; † im Mai 1815 in Söflingen) war ein schwäbischer Maler, der überwiegend mit Pastell- und Ölfarben malte.

## Leben
Von Meichsner war der Sohn des vormaligen Obdervogts Franziscus Vitus Matthias von Meichsner, eines fürstenbergischen Oberamtmannes von Engen und lebte bis zum Jahre 1763 in Bolstern. Ab dem Jahre 1764 studierte er an der Akademie der bildenden Künste Wien, wo er für mehrere Jahre als Kunstmaler angestellt war. Er kehrte später nach Schwaben zurück, wo er sich in Ulm niederlassen wollte. Da ihn die Malerzunft jedoch nicht duldete zog er weiter nach Söflingen, wo er hauptsächlich als Porträtmaler für Kunstliebhaber und für den Adel tätig war. Er war für einige Zeit als kaiserlich-königlicher akademischer Maler in Wien tätig. Als er im Alter von 76 Jahren starb hinterließ er ein größeres Vermögen. Es meldeten sich mehrere Personen als Landrechtliche Erben, deren berechtigte Ansprüche angezweifelt wurde. Daher erfolgte im Juli 1815 ein Aufruf in der Allgemeinen Zeitung, um die gesetzlichen Erben zu veranlassen sich innerhalb von 12 Wochen zu melden und ihre Erbansprüche rechtskräftig zu beweisen.

## Werke (Auswahl)
- Altarbild und Kreuzwegbilder der Pfarrkirche Eggendorf am Walde
- Der Drachentöter Öl auf Papier, auf Holz aufgezogen, bezeichnet und datiert 1790, 37 × 28 cm
- Portrait eines Fürsten des XVIII. Jahrhunderts in Grisaillemalerei  32,5 × 29 cm[5]